# Bombooflat
Bombooflat, còn được viết là Bombūflat hay Bamboo Flat, là một thị trấn thống kê (census town) của huyện South Andaman thuộc bang Quần đảo Andaman và Nicobar, Ấn Độ.

## Nhân khẩu
Theo điều tra dân số năm 2001 của Ấn Độ, Bombooflat có dân số 6790 người. Phái nam chiếm 53% tổng số dân và phái nữ chiếm 47%. Bombooflat có tỷ lệ 72% biết đọc biết viết, cao hơn tỷ lệ trung bình toàn quốc là 59,5%: tỷ lệ cho phái nam là 77%, và tỷ lệ cho phái nữ là 67%. Tại Bombooflat, 12% dân số nhỏ hơn 6 tuổi.